# Robert Kołodziejczyk
Robert Kołodziejczyk (ur. 3 sierpnia 1970) – polski lekkoatleta, który specjalizował się w skoku wzwyż.

## Osiągnięcia
W 1994 roku reprezentował Polskę na mistrzostwach Europy – z wynikiem 2,20 m nie wywalczył awansu do finału.
Dziewięć razy startował w wąskim finale mistrzostw Polski seniorów, zdobywając trzy medale – dwa srebrne (Warszawa 1992, Wrocław 1998) oraz jeden brązowy (Piła 1994). W 1996 zdobył jedyny w karierze tytuł halowego mistrza Polski (ma w dorobku także srebrne i brązowe medale halowego czempionatu).

## Rekordy życiowe
Na stadionie
- skok wzwyż – 2,27 m (30 czerwca 1994, Kraków)[2]

W hali
- skok wzwyż – 2,20 m (16 lutego 1992, Spała)[3]